# Oliverella bussei
Oliverella bussei är en tvåhjärtbladig växtart som först beskrevs av Thomas Archibald Sprague, och fick sitt nu gällande namn av R.M. Polhill & D. Wiens. Oliverella bussei ingår i släktet Oliverella och familjen Loranthaceae. Inga underarter finns listade i Catalogue of Life.